# Eltville am Rhein
Eltville am Rhein – miasto w Niemczech w kraju związkowym Hesja, w rejencji Darmstadt, w powiecie Rheingau-Taunus. Nazwa pochodzi od łacińskiego Alta villa, co oznacza „wysoko położone miasto”. Nazwa ewoluowała od poprzez Eldeville, Elfeld aż do Eltville.
Eltville am Rhein jest największym miastem w Rheingau, regionie słynącym z produkcji wina i sektu. Nazywane jest miastem róż, a od 2006 – miastem Gutenberga, który od 1465 przebywał tu na dworze arcybiskupa i elektora Adolfa II z Nassau. Jego brat również mieszkał w Eltville am Rhein od 1434 aż do śmierci w 1447.

## Geografia

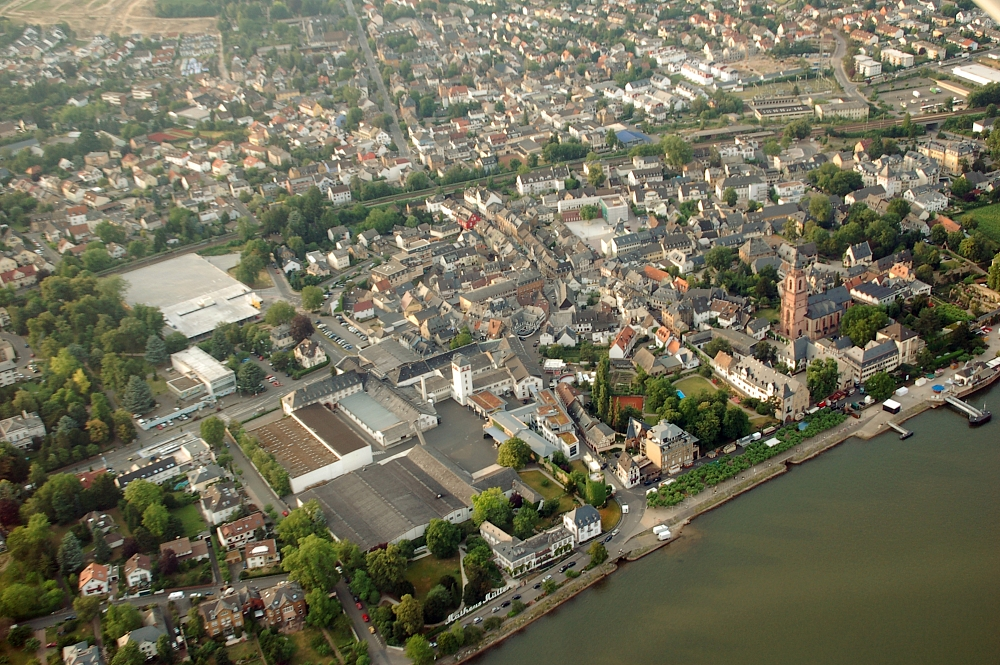
Widok z lotu ptaka 2006

Eltville am Rhein graniczy na północy ze Schlangenbad i Kiedrich, na wschodzie z Wiesbaden i gminą Walluf, w części południowej Ren oddziela miasto od miejscowości Budenheim i Ingelheim am Rhein.

## Dzielnice
Miasto podzielone jest na 4 dzielnice:
- Erbach (w tym miejscowość Eichberg)
- Hattenheim (razem z klasztorem Eberbach)

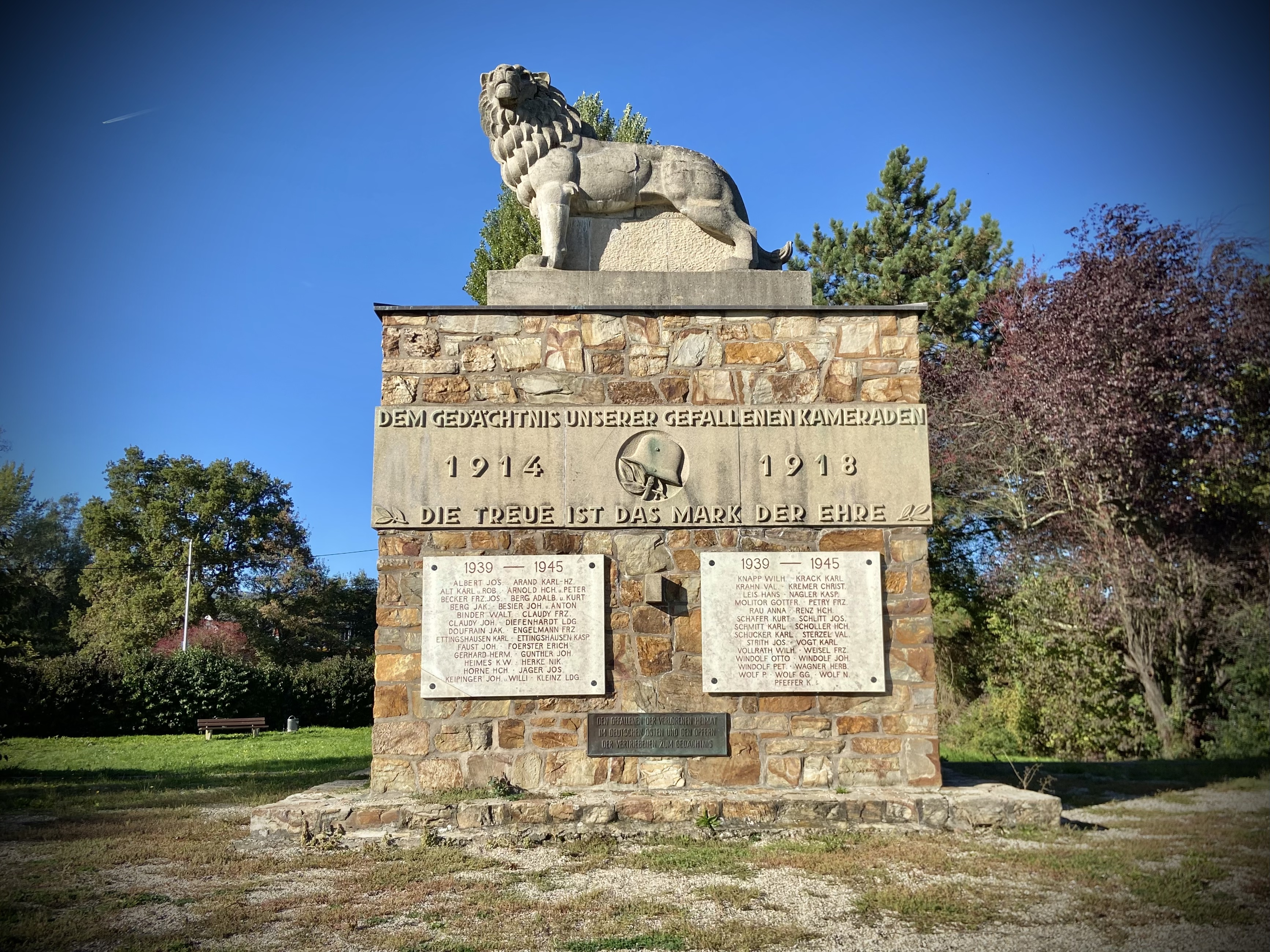
Monument poświęcony poległym w I i II wojnie światowej

- Martinsthal
- Rauenthal

## Historia
Pierwsze ślady osadnictwa pochodzą z neolitu. Od końca IV wieku trwała na tym terenie kolonizacja. Pierwsza udokumentowana wzmianka o Eltville w Vita Bardonis pochodzi z 1058 – jest to biografia arcybiskupa Bardo z Moguncji. W 1329 powstał zamek arcybiskupów i mury miejskie. 23 sierpnia 1332, cesarz Ludwik IV Bawarski nadaje miejscowości prawa miejskie. Miasto stało się pionkiem w konflikcie o primogeniturę i straciło prawa miejskie. Arcybiskup Baldwin Luksemburski, zwolennik cesarza Ludwika, i administrator archidiecezji w Moguncji, poprosił o ponowne podniesienie Eltville am Rhein do rangi miasta. Od 1347 do 1480 Eltville am Rhein było rezydencją arcybiskupów mogunckich. Zniszczone podczas wojny trzydziestoletniej przez wojska szwedzkie. Dzielnica miasta Erbach zawdzięcza swoją nazwę biskupowi Dietrichowi Schenkowi von Erbach.

## Zabytki
- zamek elektora (Kurfürstliche Burg) z XIV wieku. Tutaj w 1465 roku arcybiskup Adolf II z Nassau mianował Johannesa Gutenberga swoim dworzaninem[3].
- pozostałości murów miejskich
- domy szachulcowe z XVI – XVIII w.
- cysterskie opactwo (Kloster Eberbach)
- klauzura Steinberg, słynna niemiecka klauzura winiarska
- zamek Reinhartshausen
- kościół parafialny św. Piotra i Pawła z XIV w. (St. Peter und Paul)
- Kościół parafialny św. Marka (St. Markus) w Erbach z XV w. i kościół ewangelicki w Erbach z XIX w.
- kościół (Kulturkirche Martinsthal)
- zamek Crass

## Współpraca
Miejscowości partnerskie:
- Arzens, Francja (partner dzielnicy Hattenheim)
- Montrichard, Francja
- Passignano sul Trasimeno, Włochy

## Osoby urodzone w Eltville am Rhein
- Franz Josef Jung – polityk, minister w rządzie Angeli Merkel
- Wilhelm Kreis – architekt
- Andreas Scholl (ur. 1967) – wybitny kontratenor
- Bernhard Schott (1748–1809) – wydawca muzyczny, w 1770 założył wydawnictwo muzyczne Schott Musik International w Moguncji

## Galeria

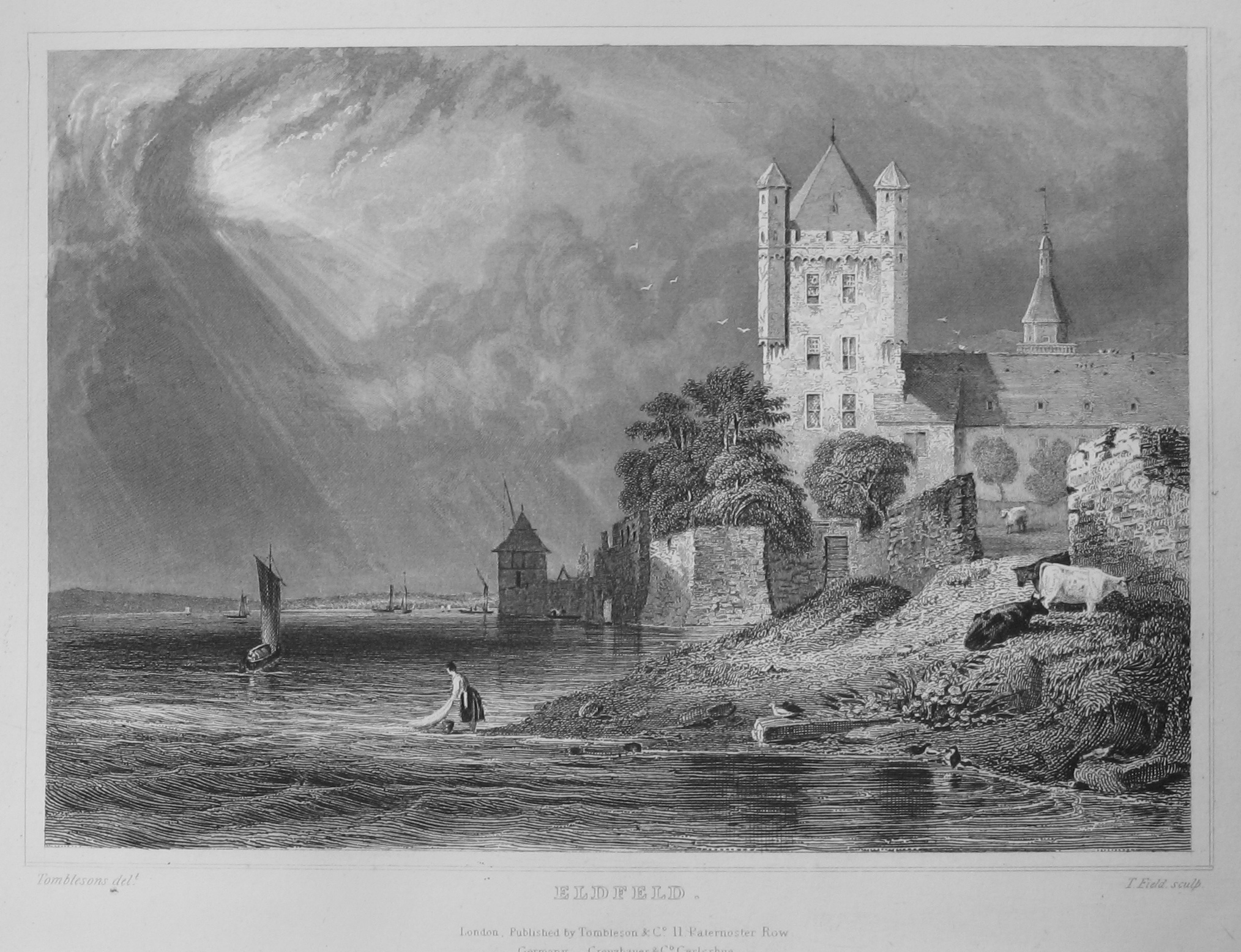
Zamek Eltville z 1832 na sztychu Tomblesona
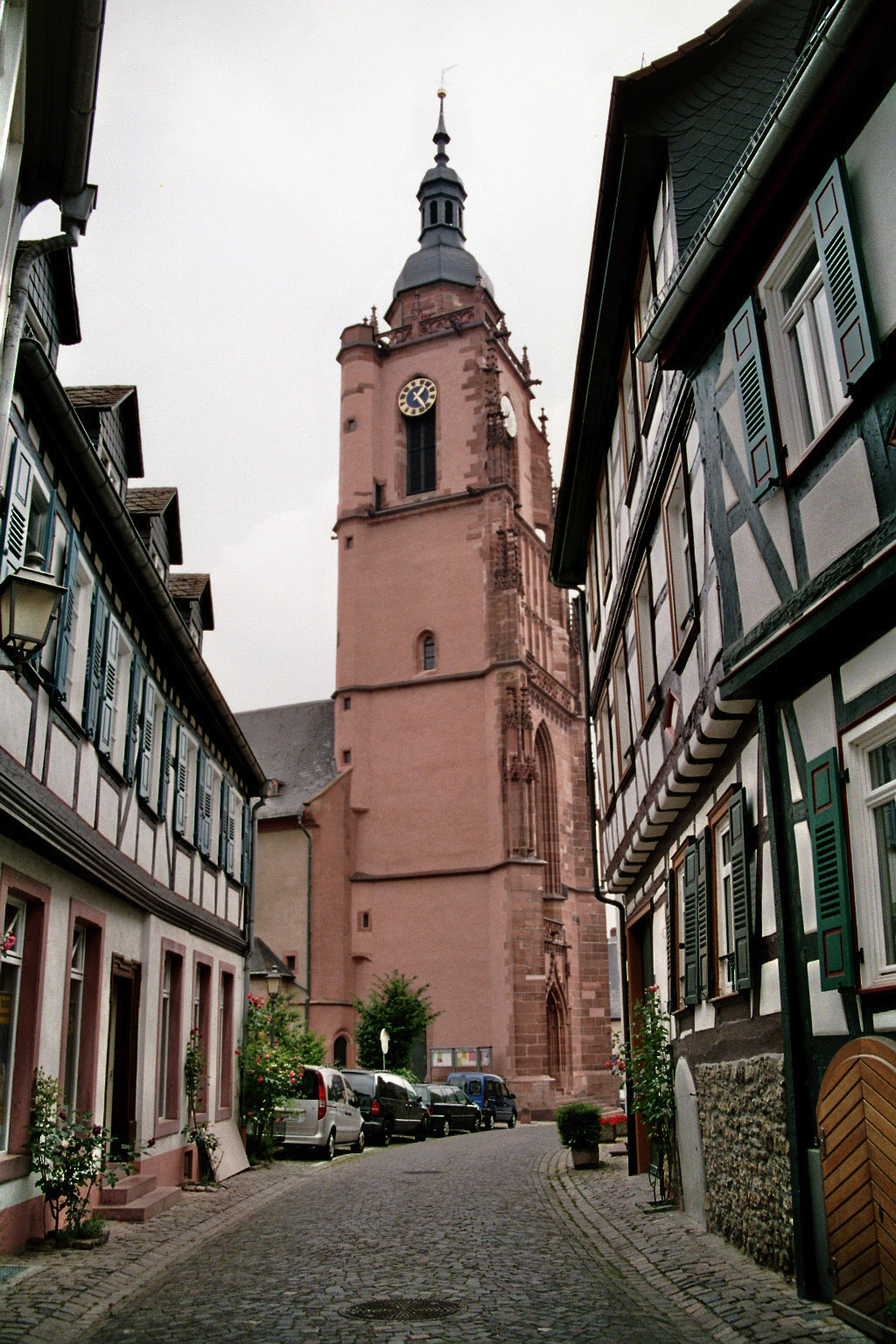
Kościół parafialny św. Piotra i Pawła z XIV w. (St, Peter und Paul)
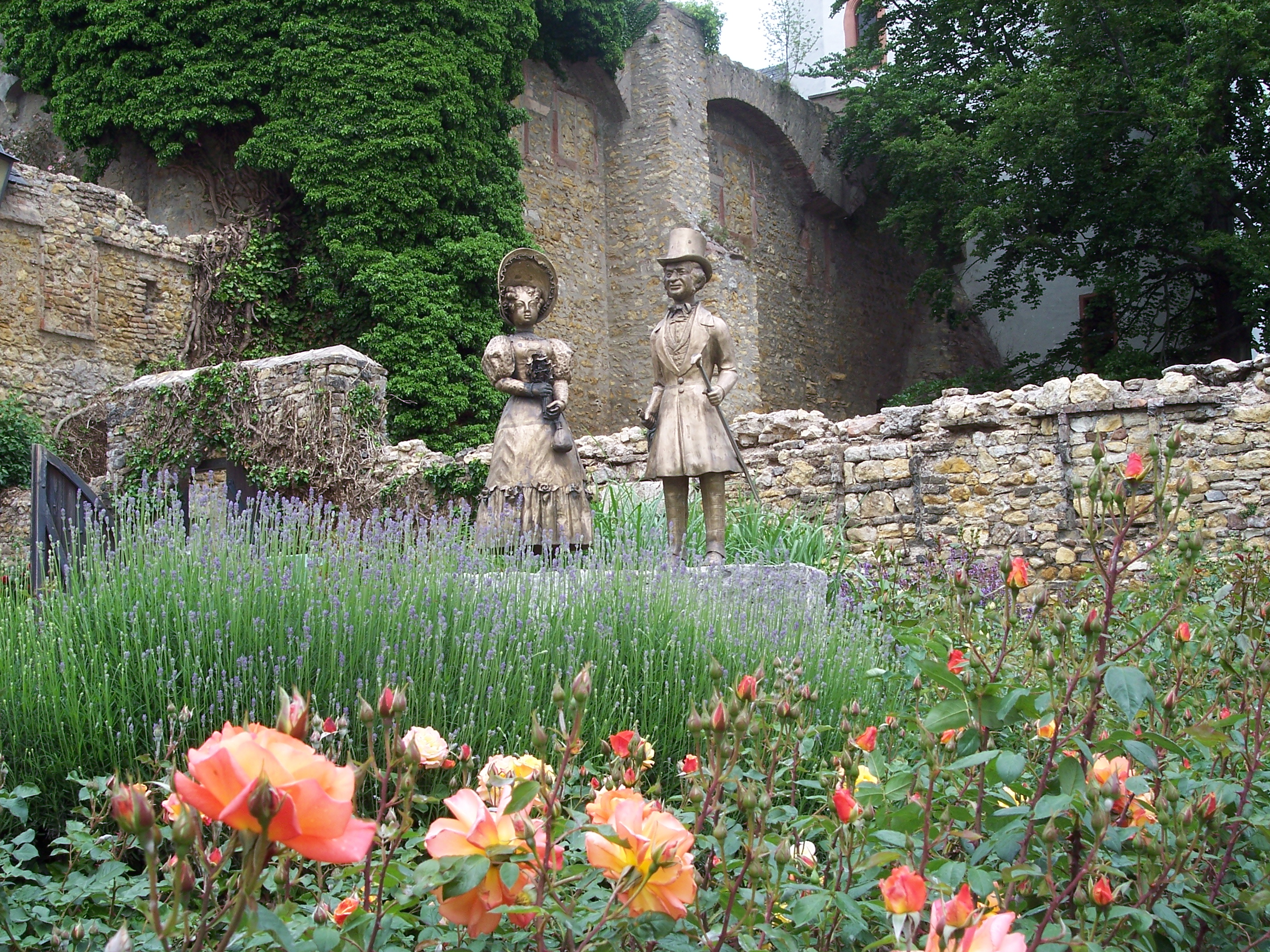
Para w stylu biedermeier przed zamkiem
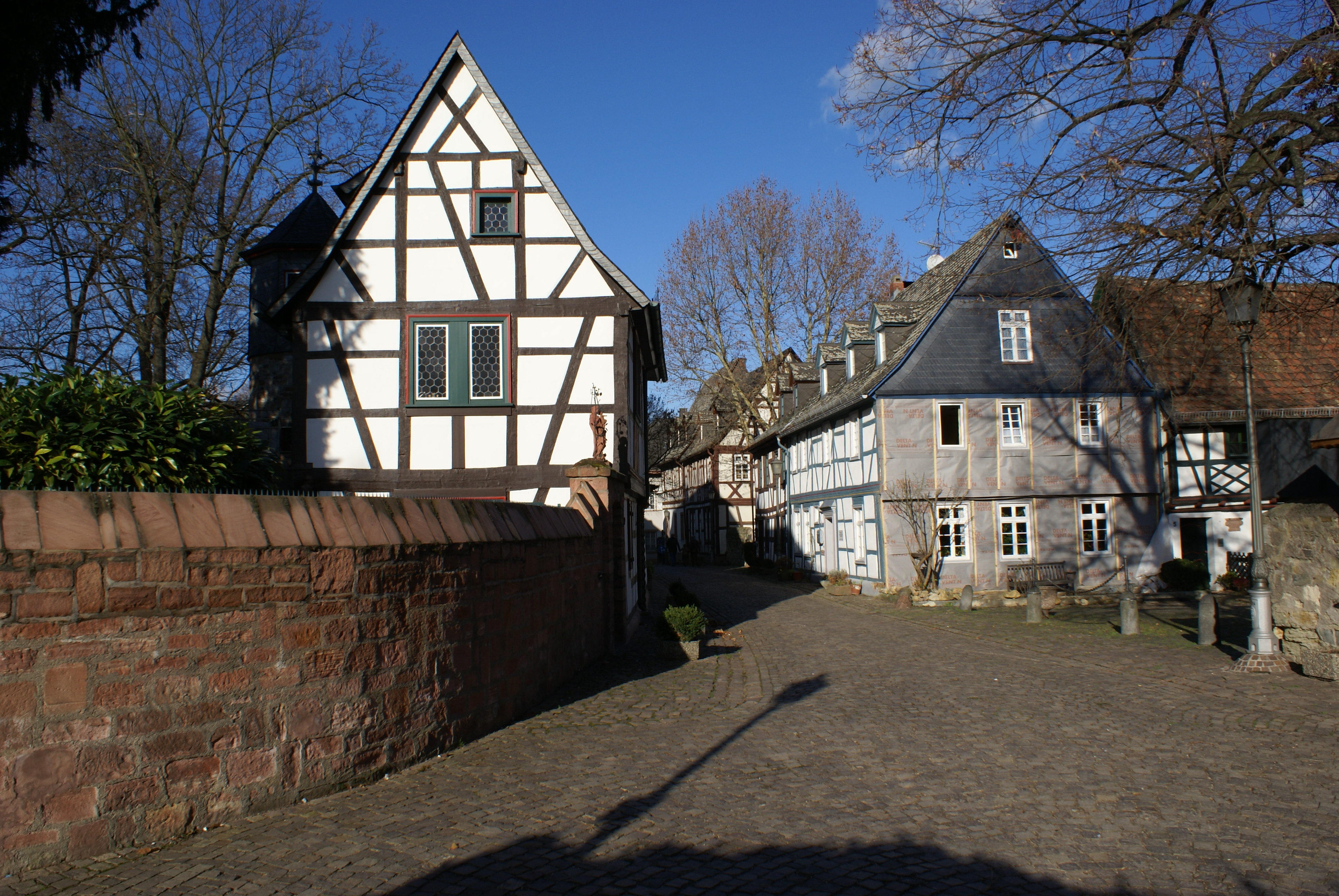
Ulica zamkowa z typowymi domami szachulcowymi
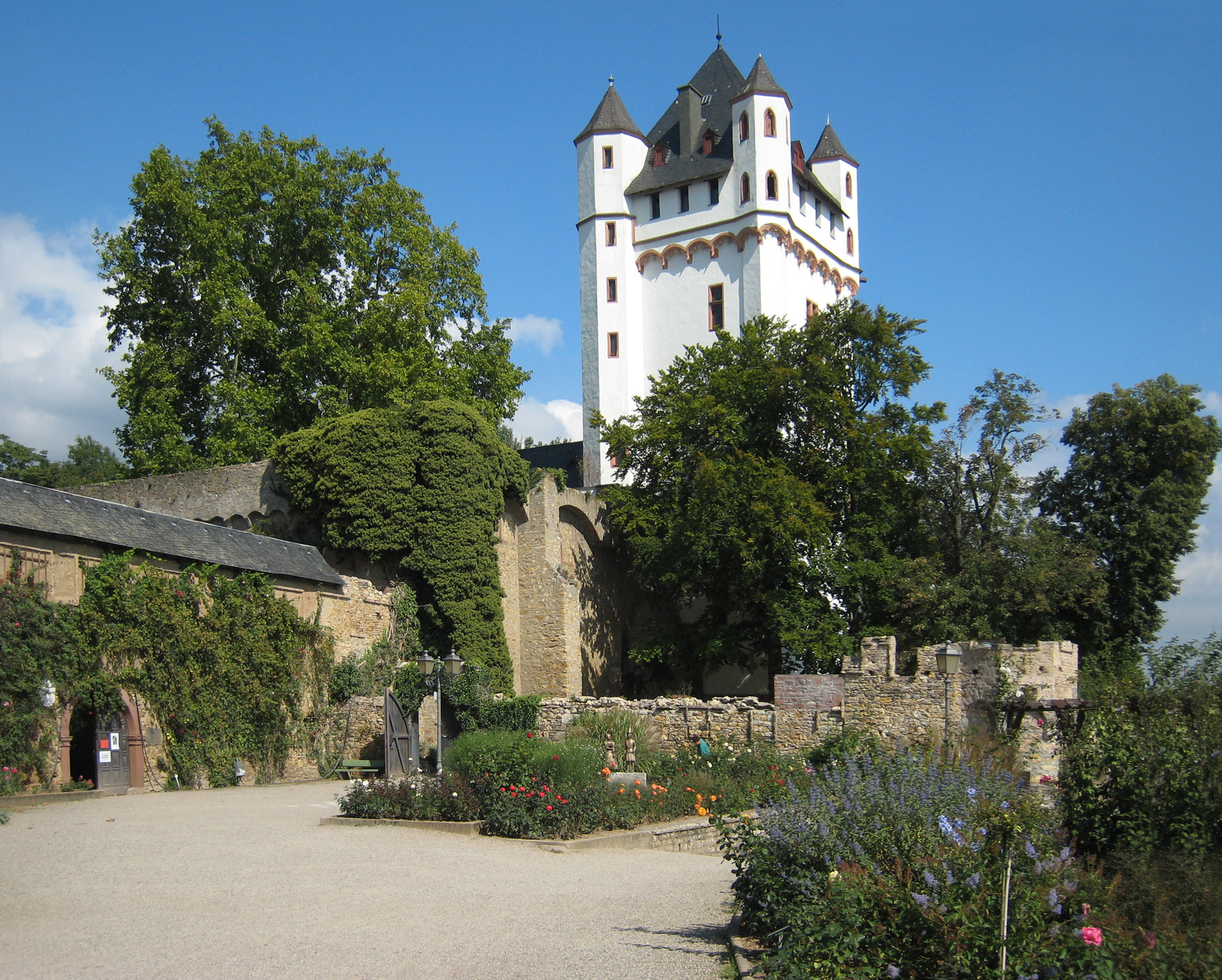
Zamek elektora (Kurfürstliche Burg) w Eltville
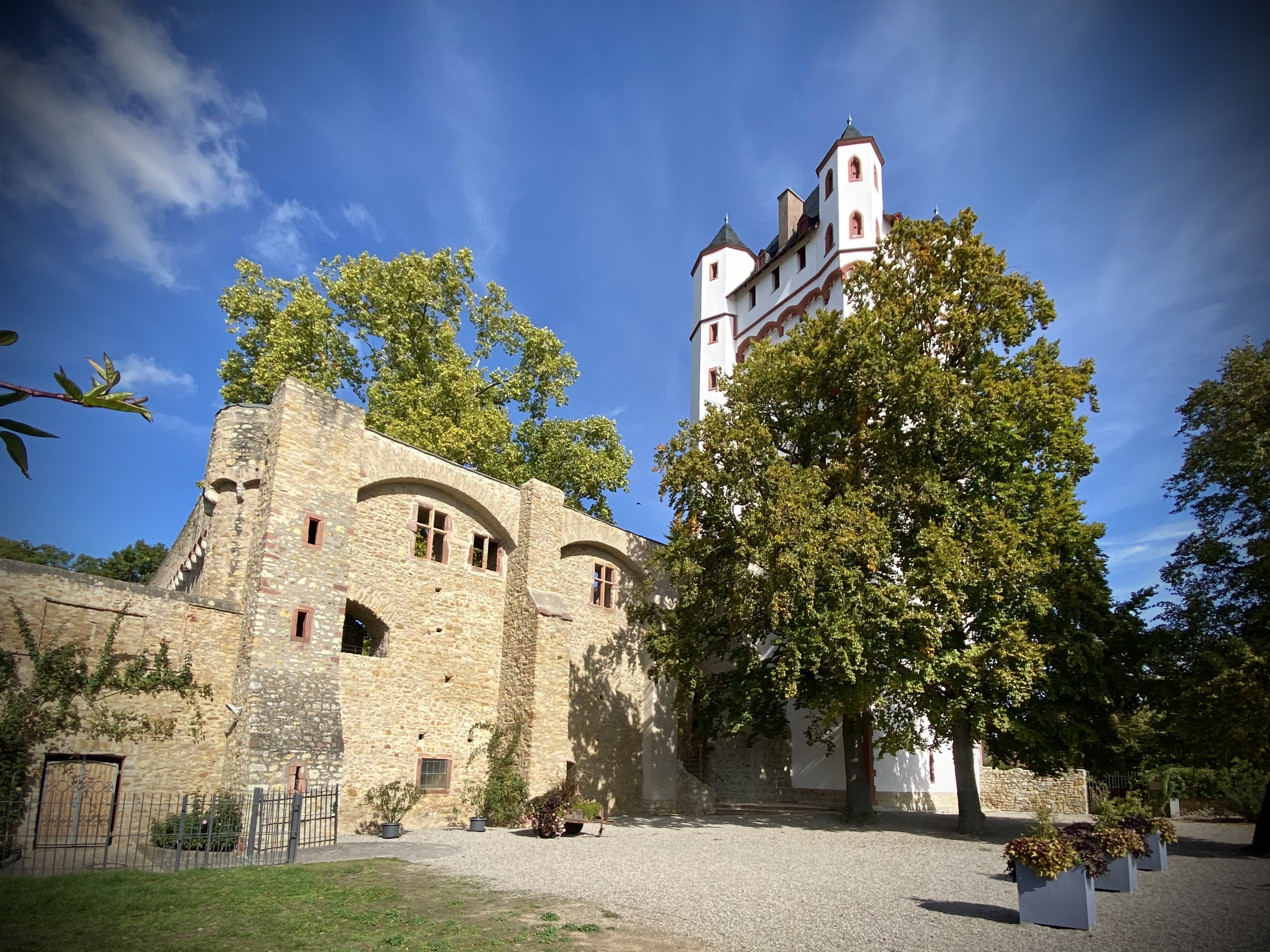
Zamek elektora (Kurfürstliche Burg) w Eltville
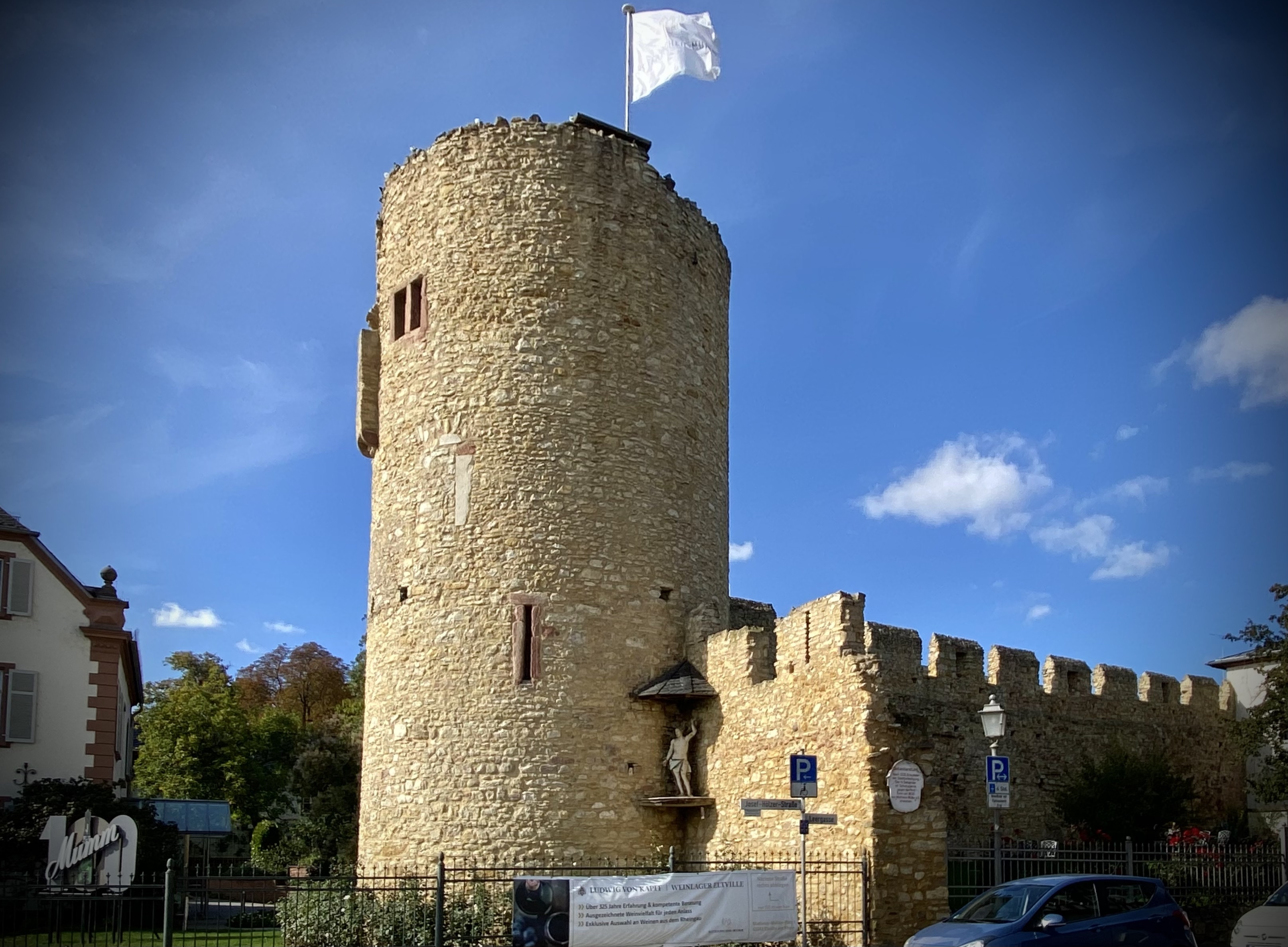
Mury obronne z wieżą Sebastiana (XIV w.)
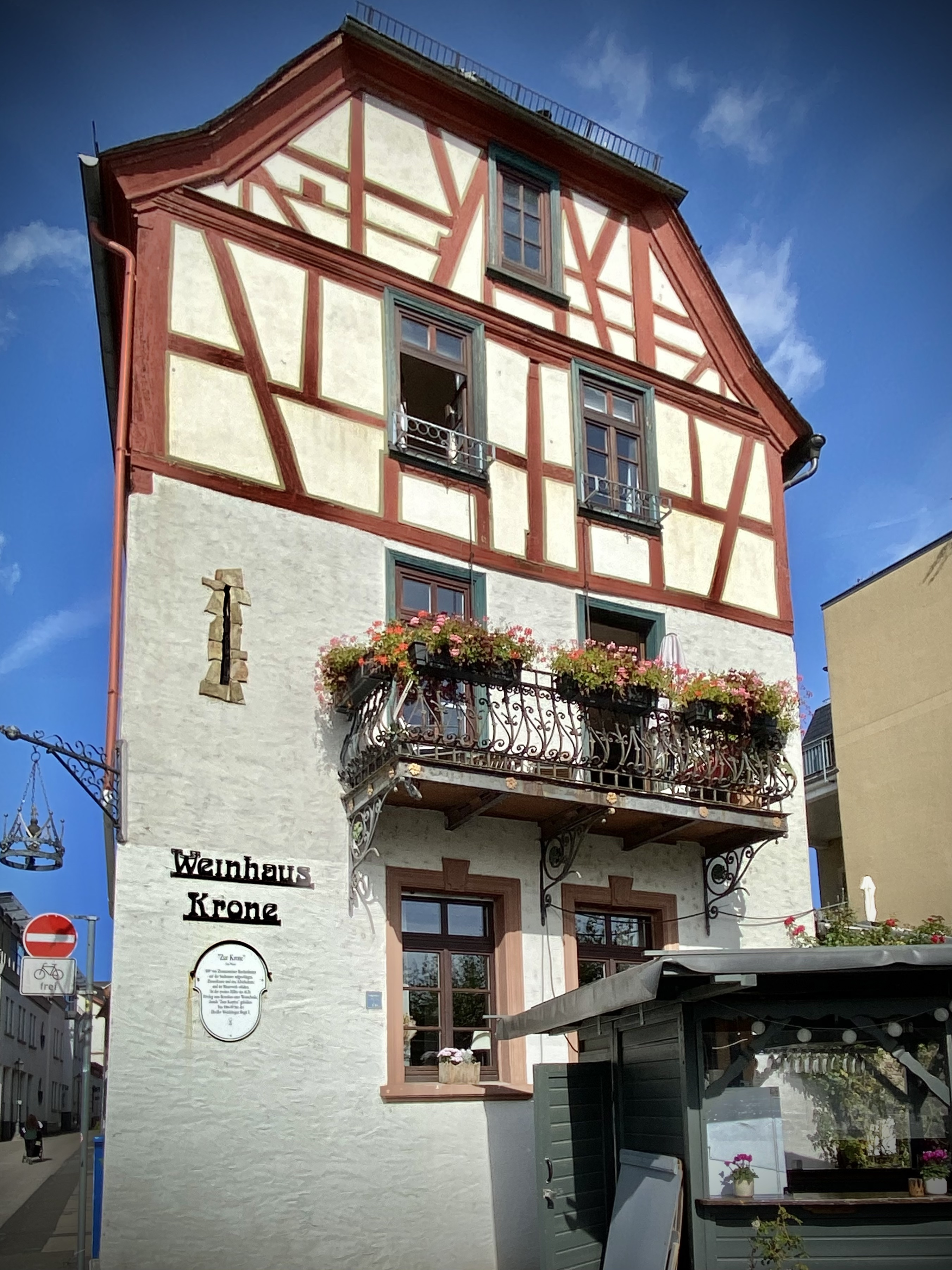
Dom „Zur Krone” z 1687 wbudowany w elementy obronnych murów miejskich z XIV w.
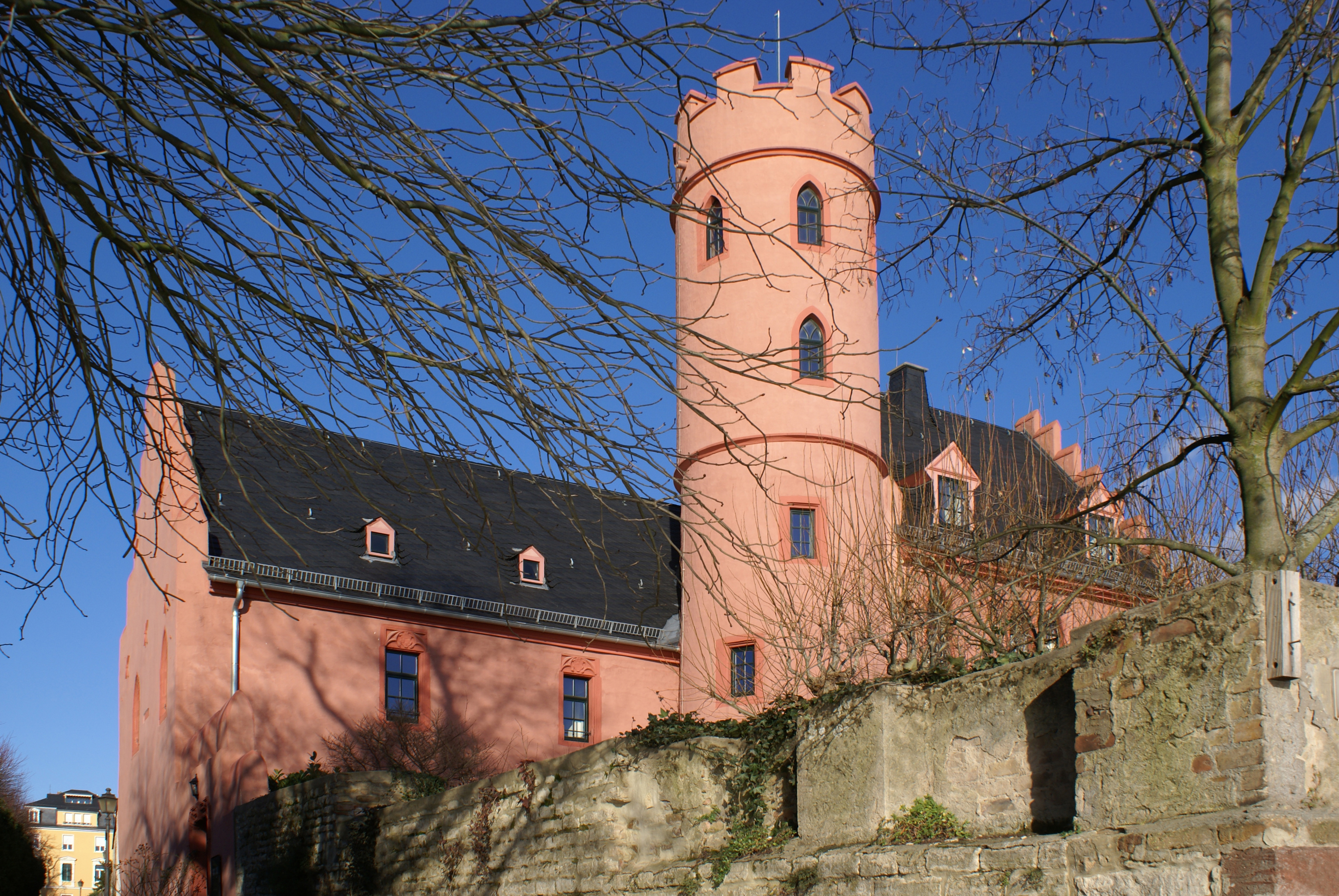
Zamek Crass
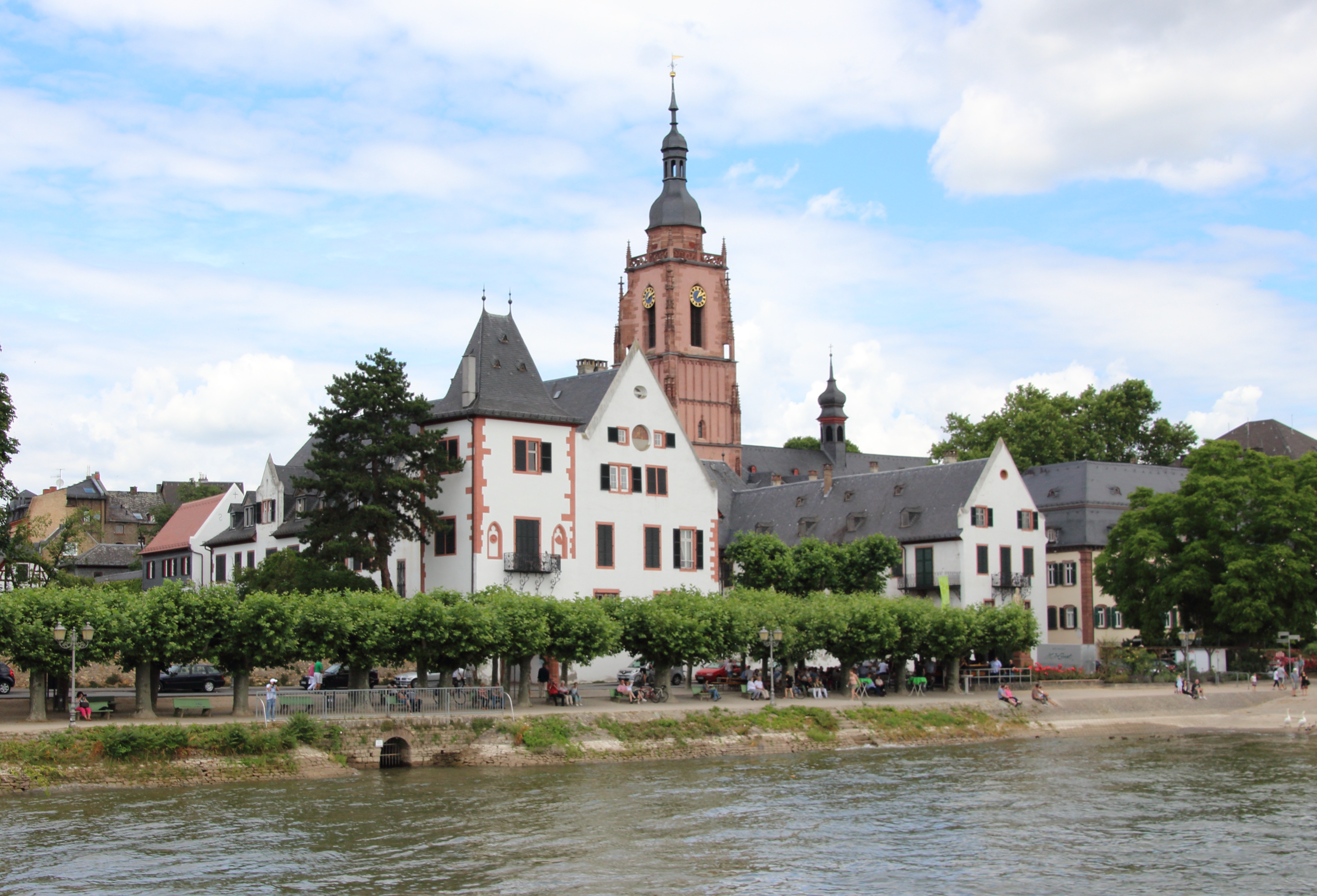
Eltzer Hof
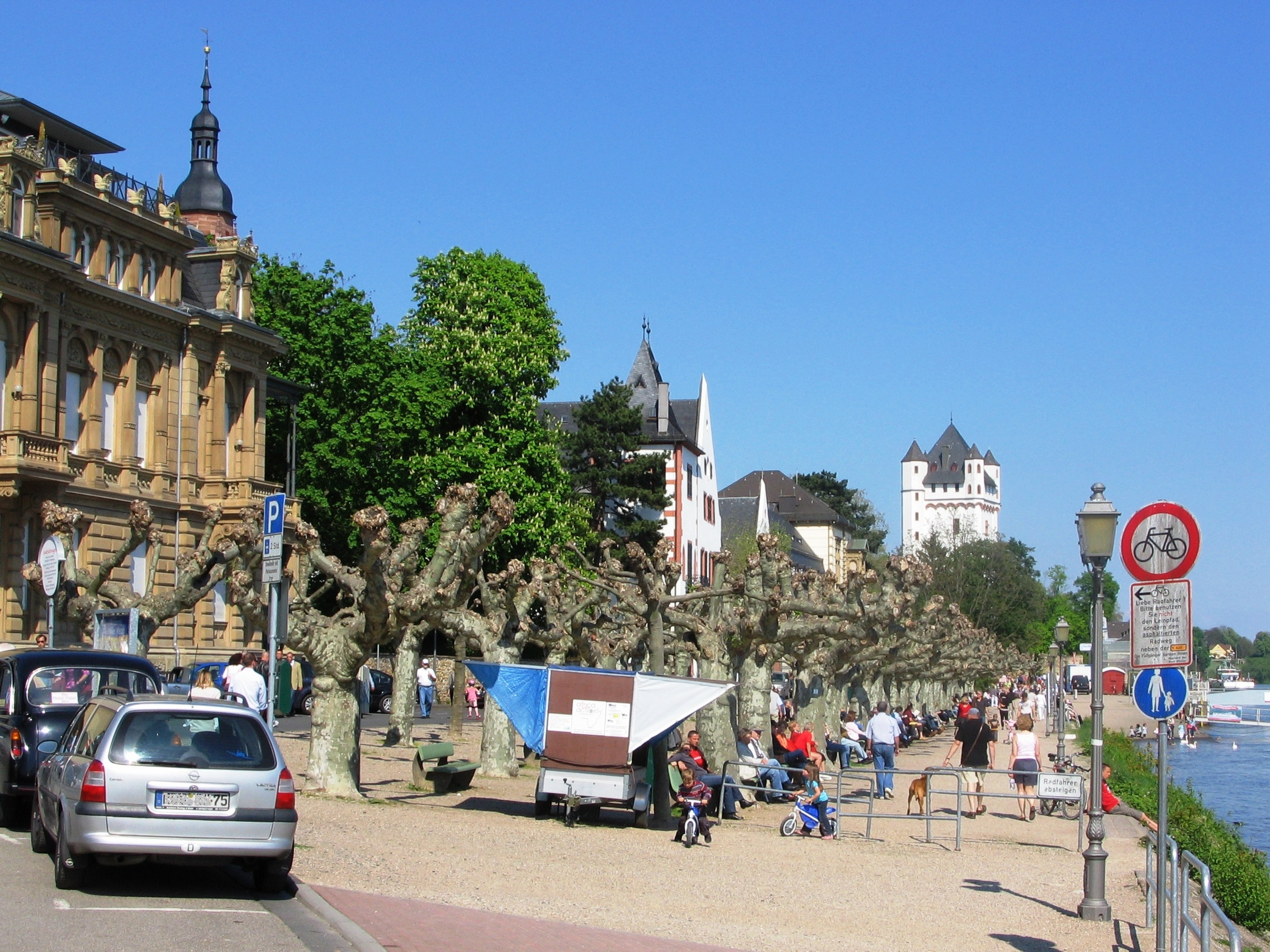
Plac Montricharda, aleja platanowa
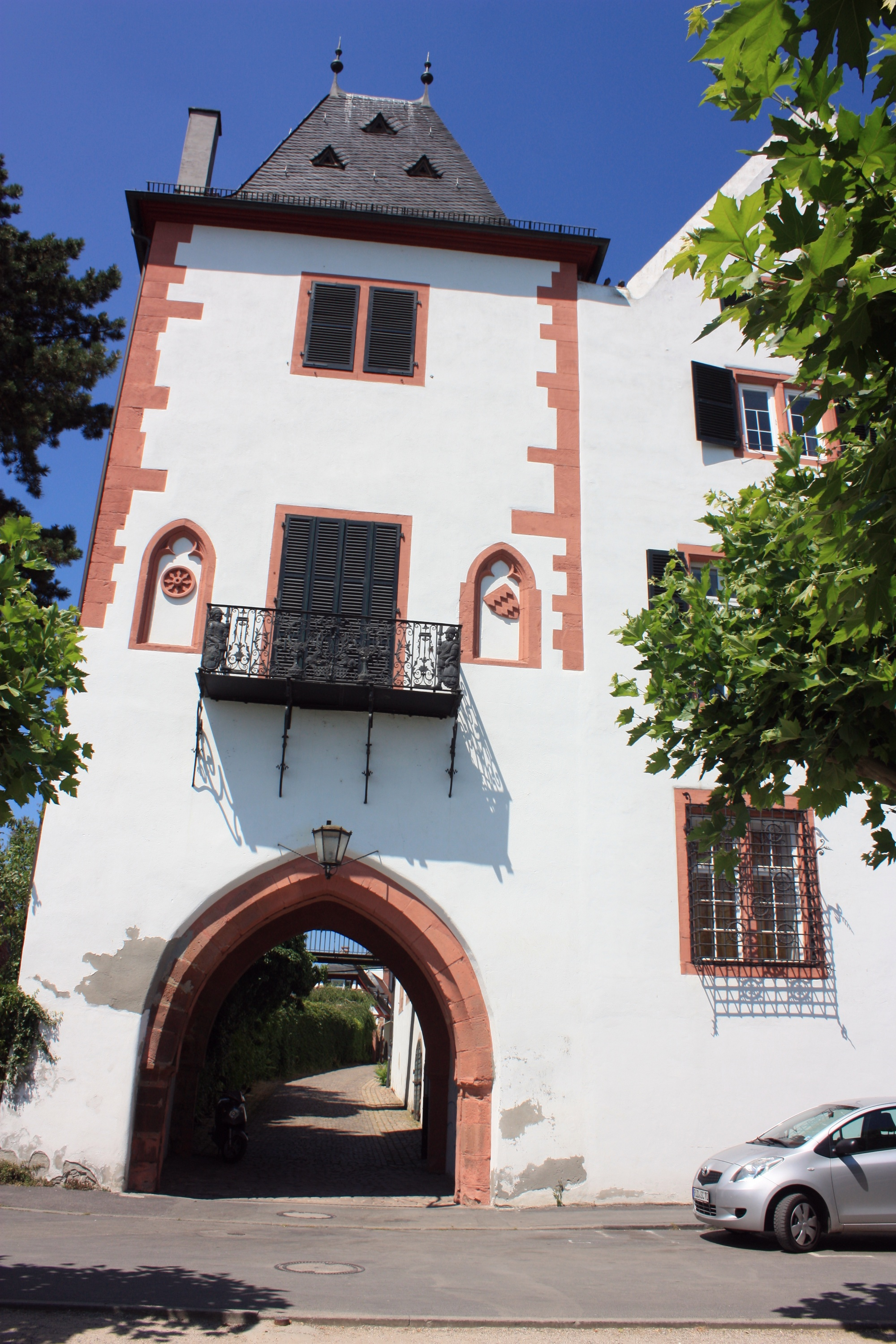
Ulica Marcina z bramą miejską